# Charles Howard (20e comte de Suffolk)
Pour les articles homonymes, voir Charles Howard et Howard.
Charles Henry George Howard (2 mars 1906 - 12 mai 1941), 20e comte de Suffolk, 13e comte de Berkshire, est un militaire et homme politique britannique, spécialiste des bombes.

## Biographie
Il est membre de la Chambre des lords de 1917 à 1941.
Il est chargé en 1940 de transporter l'eau lourde norvégienne depuis Bordeaux en France, jusqu'en Grande Bretagne. Devenu par la suite démineur, il est tué en désamorçant une bombe allemande.

## Source de la traduction
- (en) Cet article est partiellement ou en totalité issu de l’article de Wikipédia en anglais intitulé « Charles Howard, 20th Earl of Suffolk » (voir la liste des auteurs).